# یودیت باردوش
یودیت باردوش (انگلیسی: Judit Bárdos؛ زادهٔ ۱۲ مهٔ ۱۹۸۸) بازیگر اهل کشور اسلواکی است. وی از سال ۲۰۱۱ میلادی تاکنون مشغول فعالیت بوده‌است.
از فیلم‌ها یا برنامه‌های تلویزیونی که وی در آن نقش داشته‌است می‌توان به بیرون، غروب اشاره کرد.